# Microgramma fosteri
Microgramma fosteri är en stensöteväxtart som beskrevs av B.León, H.Beltrán. Microgramma fosteri ingår i släktet Microgramma och familjen Polypodiaceae. Inga underarter finns listade.